# Pegaso Troner
 (octobre 2021).
Si vous disposez d'ouvrages ou d'articles de référence ou si vous connaissez des sites web de qualité traitant du thème abordé ici, merci de compléter l'article en donnant les références utiles à sa vérifiabilité et en les liant à la section « Notes et références ».
Le Pegaso Troner est un modèle de camion fabriqué par le constructeur espagnol Pegaso, de 1987 à 1993. Le Pegaso Troner a été le dernier modèle de camion fabriqué par Pegaso.

## Histoire

### Le contexte
En 1957, ENASA signe un accord de coopération avec le constructeur britannique Leyland Motors qui prévoit que Leyland accorde les licences de fabrication de ses moteurs 4 et 6 cylindres Diesel à ENASA, reçoit 8% d'ENASA (dans un premier temps) et, en échange, renonce à exporter en Espagne ses véhicules dans la gamme entre cinq et dix tonnes de charge utile, secteur réservé à Pegaso avec sa nouvelle gamme "Comet".
À la fin des années 1970, Leyland connait de sérieuses difficultés financières et se retire d'ENASA qui, en 1980, trouve un nouveau partenaire, le constructeur américain International Harvester (IH) avec qui il souhaite développer une nouvelle gamme de camions lourds. IH acquiert 35 % d'ENASA mais l'année suivante, IH est confronté à son tour à une grave crise aux États-Unis et renonce à ses projets en Espagne. IH dédommagera ENASA en 1983 en lui cédant pour 1 livre symbolique sa filiale britannique, le constructeur Seddon Atkinson.
Alors que l'Espagne du roi Juan Carlos Ier s'apprête à entrer dans la CEE, à partir de 1979 les barrières douanières s'assouplissent et les constructeurs étrangers peuvent (enfin) commercialiser une partie de leurs camions en Espagne et Pegaso peut exporter ses camions en Europe où tous les grands constructeurs européens sont très bien implantés.
Pegaso ne dispose pas de véhicule réellement compétitif pour affronter la concurrence. Le constructeur espagnol tente de vendre les modèles haut de gamme Pegaso Série T mais sans grand succès, quelques centaines aux Pays-Bas, tout comme le tracteur "Pegaso 1231 T" ainsi que les porteurs 4x2 "1223" et les 6x4 de chantier "2331 K" en France. Les grands constructeurs européens, Mercedes-Benz, IVECO, MAN, Scania ou Volvo se livrent une forte concurrence avec des véhicules de 340 chevaux et plus, domaine où Pegaso est absent. Il va alors lancer l'étude d'un nouveau moteur et actualiser sa gamme avec le Pegaso TECNO en 1985.
Se retrouvant à nouveau seul, ENASA s'associe avec le constructeur hollandais DAF pour étudier une nouvelle cabine pour les modèles haut de gamme. Ils fondent à cet effet la société commune Cabtec qui va mettre au point la cabine qui va équiper les futurs Pegaso Troner et DAF 95 ATi.

## Le Pegaso Troner
Pour se développer sur les marchés européens, Pegaso lance l'étude d'un nouveau modèle haut de gamme baptisé T 3 dès 1983.
Le Pegaso Troner est présenté au Salon de l'Automobile de Barcelone en mai 1987 mais sa commercialisation ne va débuter qu'en 1988. C'est le dernier modèle de camion développé par le constructeur espagnol ENASA. Construit dans l'usine Pegaso de Barajas (Madrid), le Troner a reçu la toute nouvelle cabine "Cabtec" développée conjointement avec DAF Trucks. Le véhicule est équipé du moteur six cylindres en ligne Turbo avec intercooler de 11,95 litres de cylindrée et d'une boîte ZF de 16 vitesses. La puissance initiale de 360 ch DIN a été portée à 370 puis 400 ch DIN. La gamme de modèles comprend les porteurs 4x2, 6x2/2, 6x4 et 8x2 et les tracteurs 4x2 et 6x4. Les véhicules de chantier 6x4 et 8x4 sont regroupés sous le label Trakker. Pour le marché britannique, un tracteur 6x2 a été proposé, la conversion conçue par Southworth of Chorley, Lancs.
Le Troner est le fruit du dernier effort d'ENASA pour se hisser au niveau des constructeurs européens de camions, mais il n'a pas réussi à empêcher Pegaso de perdre des parts de marché même en Espagne. Les premières séries présentaient plusieurs points faibles dont le principal, la forte consommation d'huile du moteur. Ces défauts de jeunesse ont été corrigés mais la réputation du Troner était entachée.
Finalement, après deux appels d'offres internationaux, en 1990, ENASA est repris par le groupe italien IVECO. À partir de 1992, IVECO corrige définitivement les défauts du moteur et, pour maintenir le modèle dans le secteur haut de gamme lance une nouvelle déclinaison du moteur de 12 litres, baptisée 96R1FX, dont la puissance est portée à 400 ch DIN avec un couple de 1 670 N m à 1 200 tr/min.
La gamme Troner a été assez populaire en Espagne et s'est pas trop mal vendue au Benelux et en France. Au Royaume-Uni, une commande importante a été passée par la société GB Express.
La production du Troner a cessé définitivement en juillet 1993, remplacé par les Iveco EuroTech et EuroStar.

## La version britannique

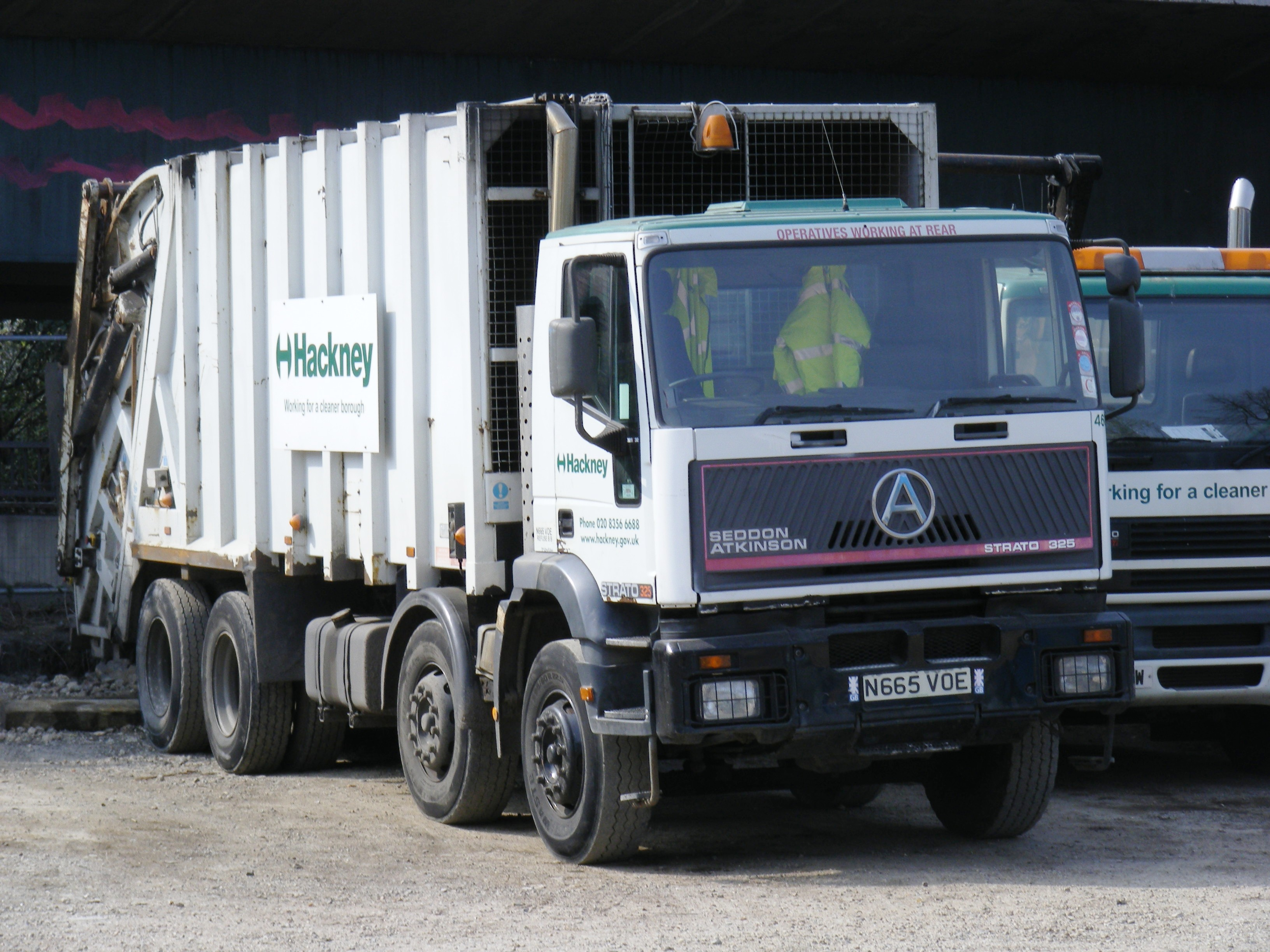
Camion Iveco-Seddon Atkinson Strato 8x4

Au Royaume-Uni, le Pegaso Troner a été rebaptisé Seddon Atkinson Strato, mais équipé de moteurs Cummins.

## Le Pegaso Troner en Rallye
Pegaso a créé le "CS Pegaso Racing Team" dans le but de participer au Championnat d'Europe de courses de camions avec des versions modifiées du Troner. Au milieu de la saison 1990, le châssis du camion a été tronqué et la puissance du moteur a été augmentée de 100 ch supplémentaires et placé plus en arrière pour améliorer la répartition des poids. Des freins à disques ont également été intégrés. En 1991, une édition spéciale Jarama du Pegaso Troner est lancée, sans grand succès et l'équipe a été dissoute, les camions en compétition restant dans les mains de chauffeurs privés. L'équipe n'a jamais marqué de points au Championnat et s'est classée 11e en 1989 comme en 1990.

## Utilisateurs militaires
- Espagne